# The Cowsills
The Cowsills, amerikansk vokal familjegrupp bildad 1965 i Newport, Rhode Island bestående av mamma Barbara Cowsill och syskonen Barry, Bill, Bob, John, Paul, och Susan Cowsill. De spelade något som kan kallas "ultralätt" pop. Första hiten fick de med låten "The Rain, the Park and Other Things" (1967). 1968 var "Indian Lake" och "We Can Fly" stora hits. 1969 fick de en hit med en version på titellåten till musikalen Hair. Gruppen upplöstes 1971, men flera av syskonen uppträder fortfarande under gruppnamnet.

## Diskografi
Album
- 1967 – The Cowsills
- 1968 – The Cowsills plus The Lincoln Park Zoo
- 1968 – We Can Fly
- 1968 – Captain Sad and his Ship of Fools
- 1968 – The Best of The Cowsills
- 1969 – The Cowsills in Concert
- 1970 – II x II
- 1971 – On My Side
- 1971 – All-Time Hits
- 1998 – Global
- 2001 – 20th Century Masters - The Millennium Collection: The Best Of The Cowsills
- 2006 – Painting The Day: The Angelic Psychedelia of The Cowsills
- 2008 – Cocaine Drain

Singlar (på Billboard Hot 100)
- 1967 – "The Rain, The Park & Other Things" / "River Blue" (#2)
- 1968 – "We Can Fly" / "A Time For Remembrance" (#21)
- 1968 – "In Need Of A Friend" / "Mister Flynn" (#54)
- 1968 – "Indian Lake" / "Newspaper Blanket" (#10)
- 1968 – "Poor Baby" / "Meet Me At The Wishing Well" (#44)
- 1969 – "Hair" / "What Is Happy?" (#2)
- 1969 – "The Prophecy Of Daniel and John The Divine" / "Gotta Get Away From It All" (#75)
- 1969 – "Silver Threads and Golden Needles" / "Love American Style" (#74)